# Rio Grande Blood
Rio Grande Blood — десятый студийный альбом индастриал-метал-группы Ministry, выпущенный в 2006 году. Это их первый релиз на 13th Planet Records и Megaforce Records. Диск является второй частью антибушевской трилогии; предыдущая в 2004 году «Houses of the Molé», следующая 2007 года «The Last Sucker». Название альбома является пародией на альбом Rio Grande Mud (1972) группы ZZ Top.

## Об альбоме
Так же, как Houses of the Molé, Rio Grande Blood содержит очень политические песни, делая частые намеки на правительство Джорджа Буша. В самом деле, на обложке альбома изображен сильно измененный портрет Дж. Буша с телом распятого Христа. Кроме того, здесь подняты некоторые из вопросов, включающие такие темы, как война в Ираке, иммиграционная политика США и военная политика США (в частности, Корпус морской пехоты США в песне «Gangreen»). Корпорация Halliburton также цитирует об этом, связанных с правильтельством Джорджа Буша. Композиция «Señor Peligro», пришла в поддержку Уго Чавеса — президента Венесуэлы — против правительства США: «Señor Peligro» в переводе с испанского — «господин опасность», часто используемый Чавесом для Буша.
Альбом также содержит утверждения о причастности Буша в нападений 11 сентября на ВТЦ в треке «Lieslieslies», который содержит аудио образцы заговора документального фильма «Разменная монета». Песня получила номинацию за лучшее метал исполнение (Best Metal Performance) на 49-й ежегодной премии «Грэмми».
Ремикс на песню «The Great Satan (Remix)» из Rantology появляется на этом альбоме. Наряду с «LiesLiesLies», «The Great Satan (Remix)» также был номинирован на Грэмми.
Образцы подлинной записи обращения Буша, вырезали и вставили вместе в различных точках для сатирического эффекта: например, заглавная песня начинается с Бушем: «Я принял сложную террористическую тактику и я опасный, опасный человек с опасными, опасным оружием».
Альбом был переиздан в виде ремиксов Rio Grande Dub 10 июля 2007 года.
Песни «Fear (Is Big Business)» (сцена прибытия нового командира группы), «Palestina» (сцена, когда группа отмечала удачное выполнение очередного задания, находясь в нетрезвом состоянии, нанося друг другу удары), и «Khyber Pass» были использованы в фильме «Повелитель бури».
Диск занял 134-е место в американском чарте Billboard 200.

## Список композиций
| №   | Название                  | Авторы                         | Длительность |
| --- | ------------------------- | ------------------------------ | ------------ |
| 1.  | «Rio Grande Blood»        | Эл Йоргенсен                   | 4:24         |
| 2.  | «Señor Peligro»           | Йоргенсен Томми Виктор [англ.] | 3:38         |
| 3.  | «Gangreen»                | Йоргенсен Виктор               | 6:00         |
| 4.  | «Fear (Is Big Business)»  | Йоргенсен Виктор               | 4:51         |
| 5.  | «LiesLiesLies»            | Йоргенсен Виктор               | 5:16         |
| 6.  | «The Great Satan» (Remix) | Йоргенсен Виктор               | 3:09         |
| 7.  | «Yellow Cake»             | Йоргенсен Пол Рэйвен [англ.]   | 4:35         |
| 8.  | «Palestina»               | Йоргенсен Виктор               | 3:18         |
| 9.  | «Ass Clown»               | Йоргенсен Рэйвен Джелло Биафра | 6:42         |
| 10. | «Khyber Pass»             | Йоргенсен Рэйвен Виктор        | 7:31         |

### Бонус-треки
| №   | Название                        | Авторы           | Длительность |
| --- | ------------------------------- | ---------------- | ------------ |
| 11. | «LiesLiesLies» (Jungle Remixxx) | Йоргенсен Виктор | 9:34         |
| 12. | «Silence»                       |                  | 0:04         |
| 13. | «Silence»                       |                  | 0:06         |
| 14. | «Sgt. Major Redux»              |                  | 1:45         |

## Участники записи
Ministry
- Эл Йоргенсен — вокал, лид-гитара (1), гитара (1-3, 5-10), бас-гитара (1, 6), клавишные, музыкальное программирование (1, 6), продюсер
- Томми Виктор — лид-гитара (2-4, 7-9), гитара (2-5, 8, 10), бас (2-4)
- Пол Рейвен — клавишные (2, 3, 10), бэк-вокал (2, 3), бас (5, 7-10), гитара (7, 9, 10) музыкальное программирование (7, 9), барабаны (10)

Дополнительные музыканты
- Марк Бейкер — барабаны (2, 3, 5, 8, 10)
- Исайяс Мартинес — латинский вокал (2)
- Фредди Месиас — бэк-вокал (2, 3)
- Серж. Майор — вокал (3, 13)
- Бобби Торрес — бэк-вокал (3)
- Джим Уорд — бэк-вокал (3)
- Джастин Лее — музыкальное программирование (4), звукорежиссёр
- Майк Скэшиа — лид-гитара (6)
- Джелло Биафра — вокал (9)
- Лиз Константин — дополнительный вокал (10)
- Джон Грей — звукорежиссёр
- Джон Билберри — помощник звукорежиссёр
- Дэйв Доннелли — мастеринг
- Лоутон Аутло — арт-директор, дизайнер